# Beez in the Trap
Beez in the Trap e песен от албума Pink Friday: Roman Reloaded на американската рапърка Ники Минаж с участието на Ту Чейнс.

## Видео
Видеото към песента е заснето на 18 март 2012 в стриптийз клуб.Маями. Пуснато е на 6 април 2012 г. Режисьор е Бени Бум, който също така е и режисьор и на други клипове на Ники Минаж. Сред тях са Right by My Side и Pound the Alarm.

## Награди
- Видео музикални награди на Ем Ти Ви 2012 – Най-добър хип-хоп клип (номинирана)[3]

## Дата на издаване
- САЩ – 29 май 2012[4]

## Позиции в музикалните класации
- Великобритания (Official Charts Company) – 131[5]
- Ирландия (IRMA) – 74[6]
- САЩ (Billboard Hot 100) – 48[7]
- САЩ (Hot R&B/Hip-Hop Songs – Billboard) – 7[8]
- САЩ (Rap Songs – Billboard) – 7[9]